# Ivar Sköldén
Karl Ivar Sköldén (i riksdagen kallad Sköldén i Sköldunga), född 12 augusti 1880 i Ucklums församling, Göteborgs och Bohus län, död där 30 januari 1971, var en svensk lantbrukare och politiker (bondeförbundet).
Sköldén var riksdagsledamot i första kammaren från 1934, invald i Göteborgs och Bohus läns valkrets.